# Allergiepass
Der Allergiepass (auch Allergieausweis) ist ein medizinisches Dokument, das Angaben über die beim Inhaber vorliegenden Allergien enthält. Neben den Substanzen, die die Allergie auslösen, sind manchmal auch die Produkte verzeichnet, die das Allergen enthalten können (z. B. Seifen, Kosmetika). Ebenfalls wird hier das Ergebnis eines Allergietests vom Arzt eingetragen, hier soll der Arzt aber zwischen einem alleinig auffälligen Testergebnis (welches nicht einzutragen ist) und einer eintragungspflichtigen tatsächlichen Gefahr unterscheiden. Allergikern wird empfohlen, diesen Ausweis für Notfälle immer bei sich zu tragen, was insbesondere bei Medikamentenallergien und Insektengiftallergien wichtig ist.